# Вайдле, Кира
Ки́ра Ва́йдле (нем. Kira Weidle; род. 24 февраля 1996, Штутгарт) — немецкая горнолыжница. Специализируется в скоростных дисциплинах. Серебряный призёр чемпионата мира 2021 года в скоростном спуске, участница Олимпийских игр 2018 и 2022 годов.

## Карьера
Кира Вайдле встала на лыжи в возрасте двух лет, а в 2015 году она выиграла Чемпионат юниоров среди юниоров в Комбинации и Супергиганте.
Ее первая гонка на этапах Кубка мира пришлась на 9 января 2016 года.
В 2017 году она впервые соревновалась на чемпионате мира по горнолыжному спорту в Санкт-Морице в Швейцария. В этом же году на юношеском чемпионате мира в Оре Вайдле завоевала бронзовую медаль в скоростном спуске.
В 2018 году Вайдле смогла стать постоянной участницей в скоростных дисциплинах на этапах Кубка мира. На зимних Олимпийских играх 2018 года в Пхёнчхане она поехала скоростной спуск на 11-м месте.
В сезоне 2018/19, на этапе в Лейк-Луизе, 30 ноября 2018 года, в скоростном спуске, она показал третье время и впервые в Кубке мира оказалась на подиуме.

## Олимпийские игры
- 11-е место в скоростном спуске на Олимпийских играх 2018.

### Подиумы на этапах Кубка мира (6)
| № | Сезон   | Дата        | Место проведения    | Дисциплина       | Место | Отчёт |
| - | ------- | ----------- | ------------------- | ---------------- | ----- | ----- |
| 1 | 2018/19 | 30 ноя 2018 | Лейк-Луиз           | Скоростной спуск | 3     |       |
| 2 | 2018/19 | 27 янв 2019 | Гармиш-Партенкирхен | Скоростной спуск | 3     |       |
| 3 | 2020/21 | 27 фев 2021 | Валь-ди-Фасса       | Скоростной спуск | 3     |       |
| 4 | 2021/22 | 15 янв 2022 | Цаухензе            | Скоростной спуск | 2     |       |
| 5 | 2022/23 | 17 дек 2022 | Санкт-Мориц         | Скоростной спуск | 3     |       |
| 6 | 2022/23 | 20 янв 2023 | Кортина-д’Ампеццо   | Скоростной спуск | 3     |       |